# 베놈 (2005년 영화)
베놈(영어: Venom)은 2005년 공개된 미국의 공포 영화이다.

## 줄거리
크리올족 여성이 서류 가방을 파내고 차를 몰고 떠난다. 한편, 고등학생 에덴과 그녀의 친구 레이첼, 씨씨, 리키, 패티, 태미, 에릭, 션은 지역 햄버거 가게에서 시간을 보내고 있다. 션의 아버지이자 지역 견인차 운전사인 레이 소이어가 주문한 음식을 가지러 오자, 레이첼은 그가 얼마나 무서운지 언급하고 태미는 그에게 눈짓을 보낸다. 퇴근 후, 에덴과 에릭이 집으로 걸어갈 때 레이가 차를 몰고 와서 괜찮은지 묻는다. 그가 괜찮다는 것을 확인한 후, 그가 떠나려 할 때 크리올 여성(씨씨의 할머니)이 지나간다. 그녀는 레이를 피하기 위해 차를 급회전하다가 다리에서 떨어질 뻔한다. 레이가 그녀를 구하지만, 그 여성은 그에게 여행 가방을 가져와 달라고 애원한다. 그가 가방을 잡으려 할 때, 차는 다리에서 떨어져 아래 물속으로 가라앉기 시작한다. 갑자기 열리면서 여러 마리의 뱀이 튀어나와 레이를 공격한다. 구급차가 도착했을 때 레이와 씨씨의 할머니는 사망한 상태였다. 씨씨는 비극에 충격받아 도착하고, 할머니의 시체에 있던 부적을 가져간다. 씨씨는 에덴과 에릭에게 레이에 대해 물어보며 그들을 놀라게 한다.
그날 밤 늦게, 검시관은 레이의 시신을 검사하며 여러 개의 뱀 물린 자국을 발견한다. 갑자기 레이는 다시 살아나 검시관을 죽이고 자신의 트럭을 찾으러 떠난다. 다음 날, 에덴은 아버지의 무덤을 방문하고 레이의 견인차가 지나가는 것을 본다. 호수에서 수영하는 동안, 심하게 취한 션이 레이첼을 버리고 에릭은 그를 쫓아간다. 한편, 태미와 패티는 가게를 털 계획을 세우지만, 먼저 레이의 사업장에 들러 차를 수리한다. 태미가 수리를 마치자, 패티를 찾으러 갔다가 그녀가 여러 개의 사슬에 매달려 있는 것을 발견한다. 그녀는 도망치려 하지만, 레이가 차를 그녀 위로 내리고 샌드블래스팅으로 그녀를 죽인다.
에릭이 션을 따라 레이의 차고로 가자, 션은 자신을 버린 에릭에게 화를 낸다. 그는 어린 시절 자신의 사진을 발견하는데, 사진은 레이가 그를 아꼈다는 것을 보여주지만, 그는 차고로 돌진하여 태미의 유해를 발견한다. 그날 밤 늦게, 에덴과 친구들은 씨씨의 할머니 집으로 가고, 씨씨는 레이를 죽인 뱀들이 할머니가 남자들의 영혼을 정화하기 위해 뽑아낸 악으로 가득 차 있었다고 설명한다. 그들은 도망치려 하지만, 그들의 차는 뒤집혀 있었다. 그들은 레이를 보고 도망치기 시작하지만, 언데드 살인마는 리키를 쇠지렛대로 고정시키고 팔을 찢어버린다. 레이는 집 안으로 들어가려 하지만, 부두 주문으로 축복받아 들어갈 수 없다는 것을 알게 된다. 그럼에도 불구하고, 그는 사슬을 안으로 던져 션을 끌어내 치명상을 입힌다. 에덴과 에릭은 소총으로 레이를 쏴서 다른 사람들이 션을 안으로 끌어들여 살리려고 하지만, 그는 바닥에서 죽는다. 레이첼은 남자친구의 죽음을 애도하고 에덴은 씨씨를 설득하여 션의 몸을 인간 부두 인형으로 만들어 레이를 조종하게 한다. 한편, 레이는 견인차로 집의 기초를 당겨 방 전체를 뜯어내고, 에릭과 레이첼을 함께 끌고 가 씨씨의 다리를 지지대로 부러뜨린다.
레이는 씨씨를 향해 잔해 위로 기어오르기 시작하지만, 씨씨는 레이의 속도를 늦추기 위해 션의 몸을 여러 번 찌른다. 그러나 결국, 빙의된 살인마는 그녀에게 다가가 그녀를 죽인다. 에덴, 에릭, 레이첼은 도망치려 하지만, 레이는 자신의 트럭으로 그들을 뒤쫓아 레이첼을 차에서 절반쯤 끌어낸다. 에덴의 최선을 다하는 노력에도 불구하고, 레이첼은 쓰러진 나무에 꽂힌다. 늪에 갇힌 에덴과 에릭은 마른 땅에 도달하려 하지만, 레이는 탁한 물속으로 뛰어들어 유니콘 섬 복사본을 발견한다. 곧 레이는 그들을 공격하여 헤어지게 만들고, 에덴은 레이의 희생자들과 함께 무덤으로 가게 된다. 그녀가 도망치려 할 때, 레이는 그녀를 가둔다. 그의 복귀를 두려워한 그녀는 패티의 시신 아래에 숨고, 레이가 돌아와 에릭을 안으로 던진다. 그녀는 처음에 그가 죽었다고 믿지만, 그가 눈을 뜨자 그녀의 놀란 숨소리가 레이에게 알려진다. 에릭은 에덴을 보호하기 위해 자신을 희생하고, 에덴은 씨씨가 준 부적을 사용하여 반격한다. 레이는 굴복하는 것처럼 보이지만, 그를 소유한 뱀들이 그녀를 공격한다. 그러나 그녀는 그들을 피하고 레이의 트럭을 사용하여 마침내 그를 죽인다. 그녀가 비틀거리며 떠날 때, 레이의 시신에서 두 마리의 뱀이 나와 새로운 숙주를 찾는다.

## 출연
- 애그니스 브루크너 - 이든 싱클레어 역
- 조너선 잭슨 - 에릭 역
- 로라 램지 - 레이철 역
- D. J. 코트로나 - 숀 역
- 메건 굿 - 시시 역
- 비주 필립스 - 태미 역